# Iker Córdoba
Iker Córdoba (Els Pallaresos, Tarragona, España, 11 de noviembre de 2005) es un futbolista español que juega en la demarcación de defensa en el Club Deportivo Mirandés, cedido por el Valencia Club de Fútbol.

## Biografía
Tras formarse como futbolista en las filas inferiores del FC Barcelona y posteriormente del Valencia CF, finalmente debutó con el segundo equipo el 3 de diciembre de 2023 contra el Torrent CF, encuentro que finalizó con un resultado de empate a cero. El 26 de noviembre de 2024 debutó con el primer equipo en un partido de Copa del Rey contra el CP Parla Escuela. Ocho días después, el 4 de diciembre, marcó su primer gol con el club contra el SD Ejea. El 18 de diciembre debutó en la Primera División de España contra el RCD Espanyol, partido que acabó con un marcador de empate a uno.
El 4 de julio de 2025, pasó a formar parte del Club Deportivo Mirandés, equipo que disputa la Segunda División de España.

## Clubes
Actualizado al último partido disputado el 13 de abril de 2025.
| Club              | País   | Año       | Partidos | Goles |
| ----------------- | ------ | --------- | -------- | ----- |
| Valencia Mestalla | España | 2023-2025 | 33       | 1     |
| Valencia C. F.    | España | 2024-2025 | 4        | 1     |
| C.D. Mirandés     | España | 2025-     |          |       |